# Горска таксация
Горската таксация е наука, която се занимава с разработването на най-подходящи методи за таксиране на горските насаждения. В тази наука се изучават закономерностите в строежа, растежа, и прираста на горските насаждения, а също и закономерностите, които се проявяват между таксационните показатели, растежа и прираста на отделните дървета. Да се таксира едно насаждение, най-общо означава да се определи обемът на дърветата в това насаждение, обемът на сортиментите, които могат да се получат от тези дървета и обемът на прираста на тези дървета (с колко са нараснали за определен период от време).
Горската таксация в англоезичните държави е известна като „Forest mensuration“, „Forest measurement“ и др.